# 銀の三角 (アルバム)
『銀の三角』(ぎんのさんかく)は、1987年2月4日に日本で発売されたZABADAKのセカンド・アルバム。ミニ・アナログ・アルバムとしてLPレコードで発売され、カセットテープも発売された。

## 概要
アルバムタイトルは、萩尾望都の同名漫画『銀の三角』に影響を受けて吉良知彦が命名したもので、クレジットタイトルの “SPECIAL THANKS” にも萩尾の名がみられる。B面3曲目の「チグリスとユーフラテスの岸辺」も同作品中の1話のサブタイトルから採られている。制作において、萩尾の同作品と、アメリカ映画『ブレードランナー』に描かれた未来から受けたイメージを、ZABADAKのメロディに融合させたと吉良は語っている。
A面1曲目の「水のソルティレージュ」は、ノルウェーのポップ・グループ、フラ・リッポ・リッピの楽曲「SHOULDN'T HAVE TO BE LIKE THAT」の日本語詞によるカバー。
サポートミュージシャンとしてバッキング・ボーカルに、PSY・Sの安則 “CHAKA” まみ、小峰公子、Darie（濱田理恵）らが参加している。

## 曲目

### side.A
1. 水のソルティレージュ/ SHOULDN’T HAVE TO BE LIKE THAT 
  - 日本語詞：麻生圭子、作曲：Kristoffersen and Kvalnes、編曲：安部隆雄、ボーカル：吉良知彦
2. 風の丘 /WINDY HILL
  - 作詞：小峰公子、作曲・編曲：吉良知彦、ボーカル：吉良知彦
3. ハイド・イン・ザ・ブッシュ /HIDE IN THE BUSH
  - 作詞・作曲：上野洋子、編曲：吉良知彦、ボーカル：上野洋子

### side.B
1. ガラスの森 /GLASS FOREST
  - 作詞：麻生圭子、作曲・編曲：吉良知彦、ボーカル：上野洋子
2. 夜の彷徨（さまよい） /MERMAID
  - 作詞：松田克志、作曲・編曲：吉良知彦、ボーカル：上野洋子
3. チグリスとユーフラテスの岸辺/VISIONS OF THE TIGRIS
  - 作詞：松田克志・一色線、作曲・編曲：吉良知彦、ボーカル：吉良知彦